# Shahed 129
El Shahed 129 (persa: شاهد ۱۲۹ , español: "testigo"; a veces S129) es un vehículo aéreo de combate no tripulado (UCAV) monomotor iraní de altitud media y gran autonomía (MALE) diseñado por Shahed Aviation Industries para los Cuerpos de la Guardia Revolucionaria Islámica. El Shahed 129 es capaz de realizar misiones de combate y reconocimiento y tiene una autonomía de 24 horas. Es similar en tamaño, forma y función al MQ-1 Predator estadounidense y es ampliamente considerado como uno de los drones más capaces en el servicio iraní.
El UAV se ha utilizado para ataques aéreos en la Guerra Civil Siria y para patrullar fronteras en la frontera oriental de Irán. A partir de 2017, se espera que el Shahed 129 y el Shahed Saegheh formen la columna vertebral de la flota de vehículos aéreos no tripulados de alta gama de Irán durante al menos la próxima década.